# 海音寺潮五郎
海音寺 潮五郎（かいおんじ ちょうごろう、1901年〈明治34年〉11月5日 - 1977年〈昭和52年〉12月1日）は、日本の小説家・作家。本名は末冨 東作（すえとみ とうさく）。鹿児島県伊佐郡大口村（現・伊佐市）生まれ。次女は日本テレワークの社長を務めた末冨明子。

## 略歴
1901年、鹿児島県伊佐郡大口町（現・伊佐市大口里）の山師の家に生まれる。幼い頃に体が大きかったことから、1年繰り上げで小学校に入学。実際は何をするにも1歳年上の同級生たちに及ばず、学校生活は苦労の多い辛いものだった（のちにこれが文学を志すきっかけとなったと語っている）。國學院大學高等師範部国漢科を卒業後、中学教師を務めながら創作を始める。1934年に作家デビュー。歴史小説を多数発表した。國學院大學教授で戦国史の大家であった桑田忠親との交友も深かった。
「天正女合戦」（『オール讀物』1936年4月号 - 7月号）と「武道伝来記」その他 （『日の出』1936年3月号）で第3回直木三十五賞（1936年上半期）を受賞。
史伝『西郷隆盛』がライフワークで、絶筆・未完作となった。
それに結末を与えたのが、弟子とも言うべき司馬遼太郎の『翔ぶが如く』である。
大口市歌の作詞や、大口酒造が製造・販売する焼酎「伊佐錦」のラベルの題字も手がけた。

## 筆名の由来
「海音寺潮五郎」という筆名の由来については、海音寺本人が『日、西山に傾く』収録の「夢想の筆名」の中で詳しく説明している。それによると、この筆名を初めて用いたのは1929年（昭和4年）の上半期に「サンデー毎日」の懸賞小説に応募したときであるという。
当時、海音寺は中学の教師をしていたが、小説を書くという行為に対して世間の理解が乏しかったため、本名を隠すためにペンネームを検討していた。考えているうちにうとうと眠ってしまった海音寺は、これまで一度も行ったことがないにもかかわらず、紀州の浜辺で眠っているという夢をみた。その夢の中の夢で、誰の声ともわからないが「海音寺潮五郎、海音寺潮五郎、…」と呼ぶ声が聞こえ、そこで夢から覚めた。そして、「ああ、これでいいや。これならわかるまい」と思い、「海音寺潮五郎」をペンネームに小説を応募したとのことである。なぜ「海音寺潮五郎」という名前が急に思い浮かんだのかについて海音寺は、「上田敏の訳詩集「海潮音」や近松門左衛門と才をきそった紀海音などのことが意識の深層部にあったのかもしれない」と説明している。
このとき懸賞小説として応募した『うたかた草子』は見事当選したが、本名を秘匿して欲しい旨を明示していなかったため、ペンネームと共に本名が公開されてしまい、ペンネーム案出の苦心は何の役にも立たなかったというオチがついている。
のちに三田村鳶魚に「君の名前は『観音経偈』にある」と言われ、読んだところ、その意味からすると、人が書けないようなものを書くという意味になり、傲慢な命名であったことを知り驚いたという。

## 史伝文学の復興
海音寺を語るときに取り上げられる話題のひとつとして、史伝文学の復興に対する功績がある。これは後年、海音寺が菊池寛賞を受賞したときにも選出理由として挙がっている。
史伝文学とは、歴史上の人物や事件を対象として作品を物語風に記述にあたっても、フィクションの要素を完全に排除し、広範かつ詳細な文献調査などをもとにして、歴史の真実はどのようであったかを明らかにしようとする形態の書物を指す。
日本においては、明治期の山路愛山、福本日南、徳富蘇峰など、大正期の森鷗外や幸田露伴、白柳秀湖などが史伝を執筆していた。しかし、昭和期に入ると、新しい書き手の台頭もなく、ジャンルとしての人気も衰えていった。このような中、海音寺は日本人から日本歴史の常識が失われつつあるとして当時の状況を憂慮し、本人の表現を借りると「文学としての史伝復興の露ばらいの気持ち」を込めて、歴史の真実を伝える史伝文学の執筆に精力的に取り組むことになった。また、歴史はまず文学から入るべき、という考えを持っており、日本の義務教育制度における歴史教育について、子供に最初から史実のみを社会科学的に教えることは、歴史への関心を失くすとともに、一方の側からのみの宣伝を教えることになると批判的でもあった。
その代表作が1959年から『オール讀物』（文藝春秋）に連載された「武将列伝」と「悪人列伝」である。この両作品に収録されている人物伝は、各編が独立した読み物の形式になっているが、これらを時代順に並べ替えて読めば日本歴史の全体が分かる内容となるように、それによって日本人に日本歴史の常識を持ってもらいたいとの希望を持って執筆された。海音寺は「できれば200人、少なくとも100人の人物伝」を書き上げたいと考えていたが、結局、武将列伝33人、悪人列伝24人の計57人の段階でまとまった作品として出版することになった。想定通りの人数に達しなかったことについて海音寺は「恥をしのんで出す」とその心境を述べている。
上記の作品の他にも『列藩騒動録』や『幕末動乱の男たち』など多くの史伝を執筆しているが、これらの作品に触発され、その後、いろいろな作家が史伝を発表するようになった。これについて海音寺は「露ばらいをつとめたつもりのぼくとしては、この上ないよろこびである」との感想を残している。

## 海音寺潮五郎と直木賞
海音寺は第1回直木賞から候補者として名を連ね、第3回で受賞しているが、この当時、既に多くの作品執筆依頼があり、作家としての生活が軌道にのっていた海音寺は、創設直後の直木賞にあまり魅力を感じなかったこともあり、同じく第1回から候補者となっていた浜本浩が受賞すべきだとして受賞辞退を申し出た。しかし、「既に決まったことだから」という関係者の説得に折れて、受賞を承諾している。
なお、受賞作は一般に「天正女合戦」と「武道伝来記」の2作品とされているが、これは当時の選考委員だった吉川英治らがこの両作品を批評していることを根拠とするものであり、受賞作がこの2作品であると明記されている文献は存在しない。
授賞式を終えた海音寺は、郷里に帰る予定にしていたため列車に乗り込んだが、その列車に授与されたばかりの賞金と懐中時計を置き忘れてしまった。列車を下車した後でそのことに気づき、あわてて次の停車駅に電話してもらったところ、無事に戻ってきたとのことである。海音寺は後年、「まだまだ、よい世なみだったのである」と、このときの事を回想している。直木賞創設当初の賞金は500円、副賞の懐中時計はロンジン社製であった。
第39回の直木賞から選考委員をつとめ、第63回を最後に委員を辞任するまで、全ての選考委員会に出席し、選評を書いた。この間、特に第42回の受賞者となった司馬遼太郎を海音寺が非常に高く評価し、受賞に導いた。
一方で、文学観の異なる作家には非常に厳しい評価を下しており、例えば、第40回から候補者となっていた池波正太郎に対しては酷評といっていいほどの低評価を繰り返し下しており、池波が受賞者となった第43回では、「こんな作品が候補作品となったのすら、僕には意外だ」とまで極言し、結局、直木賞選考を辞退するまでにいたる。
鹿児島県出身の直木賞・芥川賞受賞者は、2014年上半期現在、海音寺だけである。

## 西郷隆盛への思い入れ
海音寺は西郷隆盛が登場する作品を多数執筆している。特に、歴史の真実を明らかにする目的をもった史伝形式の作品で西郷隆盛を繰り返し取り上げているのが特徴である。この理由として海音寺が語っているところによれば、西郷は明治維新最大の功臣でありながら、後世の歴史家に誤解されている面が多々あり、その歪んだ西郷像が歴史知識として一般に定着してしまうことを避けるために、真の西郷像を書こうとしたとのことである。
これは歴史を深く知る作家としての使命感からの執筆理由であるが、その背後にある感情として、西郷隆盛は海音寺の故郷である薩摩（鹿児島県）の英雄であり、幼い頃から西郷隆盛や薩摩藩士の話に親しんだ海音寺は「西郷のことが好きで好きでたまらないから」であり、また自身にとって〈西郷の足跡と西南戦争〉をたとえていうなら、「西洋人にとってのホーマーでありイリアッドの如きものである」とも述べ、いかに根本的なものであったかを強調している。
ただ西郷は大の犬好きだが、海音寺は大の犬嫌いである。
海音寺潮五郎が西郷隆盛を取り上げた主な作品は次の通りである。
- 長編小説『西郷隆盛 第一部』

1955年（昭和30年）8月から翌1956年（昭和31年）9月にかけて、大系社系の地方紙に連載した歴史小説。海音寺が西郷隆盛を主題材にして執筆した初めての作品であるが、この作品は二百数十回の連載の後、途中で中断となっている。
海音寺自身は連載中断の理由として、「その当時は猥本のような小説が流行っており、西郷隆盛などが受け入れられる状況になかったからだ」と回想している。
しかし実際には、小説形式で執筆を進めたものの、連載回数に限りのある地方紙では膨大な西郷隆盛の生涯を到底書き切れなかったためだといわれている。この時の反省を生かし、以降、西郷隆盛を描く際に、海音寺は史伝形式で作品を執筆することになった。
- 『武将列伝』収録の「西郷隆盛」

これは海音寺の代表作『武将列伝』として1959年（昭和34年）から「オール讀物」に連載されたうちの一つである。連載企画の都合上、執筆ページ数に制限があり、海音寺の「西郷隆盛」の中では一番短い作品となっている。文藝春秋で刊行、文春文庫で再刊された。
島津斉彬が西郷隆盛の存在をはじめて気にかける場面から始まり、幕末、安政の大獄の混乱の中、月照と入水自殺を図って死に損なった西郷が、幕府の目から逃れるため大島に潜居するところまでが描かれている。
- 『史伝 西郷隆盛』

これは上記『武将列伝』の「西郷隆盛」が読者の好評を得たため、構想を新たに昭和36年（1961年）から「世界」に連載されたものである。作品は「郷中教育」という薩摩藩の若手武士に対する独特の教育方法を説明し、その後、薩摩藩のお家騒動の端緒というべき「近思録くずれ」と呼ばれる事件へと展開していく形で始まり、西郷が大島に行くところで終わっている。没後旺文社文庫、のち文春文庫で再刊された。
作品の最後は先行して書かれた『武将列伝』の「西郷隆盛」と同じであるが、これは海音寺が特に意図したものではなく、紙面の都合による偶然の一致とのことである。
- 『西郷と大久保』

1965年（昭和40年）10月から翌年6月にかけて、読売新聞に連載された作品。新聞社が立てた「近世名勝負物語」という企画に沿って、西郷隆盛と大久保利通の二人を対比させて描く形になっているのが特徴である。新潮社で刊行、没後新潮文庫で再刊。この作品は歴史小説風に書かれているが、海音寺自身が「あとがき」で語っているところによると「この作品は小説風の史伝として書いた」とのことで、史伝として扱うべき作品である。またこの作品中には海音寺の長年の研究成果として、3つの新説が登場している。
- 島津久光と西郷が不仲なのは、島津斉彬の死が暗殺によるものであり、その陰謀に久光も関わっていたと西郷が深く信じていることに原因があるとしている点。
- 久光が藩兵を率いて上京する際、先発した西郷が「下関で待て」という久光の命令を無視して、京都方面へと道を急いだことは、大久保との事前申し合わせに基づいていることだとしている点。
- 征韓論争において、大久保が西郷の反対側についたのは、西郷を新政府から追い出す意図があったとしている点。

であり、これらの説は海音寺の後の作品にも継承されている。
- 大長編史伝『西郷隆盛』

海音寺が「引退宣言」を行ってまで完成を目指したのがこの作品であり、海音寺の絶筆になった「西郷隆盛」というのは、通常この作品を指す。この作品は単行本として全9巻の分量があり、海音寺の執筆した西郷史伝の中では最も長い作品であるため、「大長編史伝」という枕詞を付けて呼ばれることが多い。
この作品の1,2巻にあたる部分は昭和36年から38年にかけて『朝日新聞』に連載したものである。この連載に取りかかる当初、一般の小説的手法で書くことを前提に構想を練っていた海音寺であったが、この方法で西郷隆盛の全事績を書き尽くすには、膨大な分量が必要になり、生涯の間に完成しきれないと考えたため、史伝体小説として書くことに方針転換して連載に臨んでいる。
1969年（昭和44年）から刊行が開始された『海音寺潮五郎全集』の第11巻に収録されている『西郷隆盛』は、上述した『朝日新聞』連載の内容を補筆訂正したものである。
単行本の第3巻以降は書き下ろしとして出版されたものであるが、一部、1974年（昭和49年）から「歴史と旅」に連載され、その後、『江戸開城』として出版された作品が第9巻中に含まれている。
この作品では江戸城開城の後、上野で起こった彰義隊戦争までが執筆されているが、海音寺の死と共に作品はここで途絶した。西郷隆盛の全生涯を描くことは結果としてできていないが、西郷隆盛の事績のみならず、幕末維新史に関わる内容を幅広く網羅している特長がある。
- 学習研究社版の『西郷隆盛』

かつて学習研究社から単行本全3巻で出版されていた作品。各巻それぞれに「天命の巻」、「雲竜の巻」、「王道の巻」という副題が付いている。その後、文庫本としては角川文庫や学研M文庫などから出版されていた実績がある。絶筆となった『西郷隆盛』と混同されることがあるが、分量が全く異なっており、あくまでも別の作品である。海音寺はこの作品を西郷史伝の「ダイジェスト版」と表現していたとのことである。
この作品も大長編史伝『西郷隆盛』と同様、彰義隊戦争までが詳細に記述される。その後も、西郷隆盛の持っていた「敬天愛人」の信念に関する説明に始まり、西南戦争に至るまでについて、簡単ではあるが幕末維新史に対する、作者の史観が記述されている特長がある。
- 『西郷と大久保と久光』

西郷史伝と呼ぶには補足的な内容ではあるが、タイトル通り、西郷隆盛・大久保利通・島津久光の人物像とお互いの関係を描くことに重点が置かれている作品である。1974年から雑誌「騒友」に連載され、西郷隆盛が大島から帰還する前後から、寺田屋事件勃発の直前までが描かれているが、海音寺の急逝により未完のままとなった。そのため、海音寺の絶筆は上述した大長編史伝『西郷隆盛』と共にこの作品が併記されることもある。没後朝日新聞社で出され、朝日文庫で再刊。

## 引退宣言の発表
海音寺は1969年（昭和44年）4月1日、「今後、一切、新聞・雑誌からの仕事は受けない」という旨の引退宣言を『毎日新聞』紙上で発表して、世間を驚愕させた。あたかもこの年、1月からNHK大河ドラマとして海音寺の作品を原作とする『天と地と』の放送が開始されており、その影響もあって著作がベストセラーとなっていた最中の、まさに人気絶頂での引退表明であった。原作発表から既に10年近くが経過しているなかで、マスコミの力を借りなければ作品が読まれない状況に不満を抱いての引退宣言であるとの見方が一般的であった。
しかし、後に海音寺自身が心境を語ったところによると、この宣言の数年前から「引退の念、しきりなるものがあった」と告白しており、親しい知人には前もってその意図を告げてもいた。海音寺が挙げている引退宣言の理由は、自分自身の人生に限りがあることを意識した上で、
- 長編史伝『西郷隆盛』の完成
- 『武将列伝』、『悪人列伝』に代表される人物列伝の一層の充実
- 5部作『日本』の完成

に向けた執筆活動に注力するためであり、これらの目標を達成の後、なお時間があれば買い置いてある二十四史と資治通鑑を読みながら余生を送りたいとのことであった。
このように明確な目的意識をもっての引退宣言であり、その後の執筆活動の多くは海音寺が最も重要視する長編史伝『西郷隆盛』の完成のために費やされたようであるが、結局はこれも1977年に海音寺が急逝したことで未完となってしまった。人物列伝の充実、5部作『日本』の完成についても同様で、どちらも当初の意図を達成しないまま終わっている。

## 五部作「日本」
海音寺には「日本」と題する一連の作品群がある。これは江戸幕府末期から昭和の敗戦に至る時代を背景に、海音寺自身の故郷でもある薩摩を舞台の中心として、そこに暮らした庶民の生活を通して日本の近代史を描いていく意欲作である。この「日本」に含まれる作品は執筆された順に
- 「二本の銀杏」（1959年より『東京新聞』夕刊に連載。1961年、新潮社より刊行）
- 「火の山」（1961年より『東京新聞』夕刊に連載。1963年、新潮社より刊行）
- 「風に鳴る樹」（1963年より『東京新聞』に連載。1984年、六興出版より刊行）

であり、中でも「二本の銀杏」は、海音寺文学を代表する傑作とされている。海音寺の故郷鹿児島県大口市には、この作品に登場する大銀杏のモデルとなった木が実在している。
「日本」は当初3部作として計画されていたが、作品の執筆が進むについて3部では収まりきらないことが確実になり、あらためて5部作として構想し直された。海音寺は1969年の引退宣言後、残り2作品の完成を重点活動の一つと位置づけていたが、結果的には執筆できないままこの世を去った。そのため、この「日本」は3部作として扱われる場合もある。
海音寺の死後に残された遺稿の中から、「一本の樫」と名付けられた未完の草稿が発見されている。これは太平洋戦争前後の時期を舞台とした作品で、5部作の最後の部分にあたるものとされる。晩年の海音寺は、西郷隆盛伝を中心とする史伝の執筆を中心に精力を注いだため、純粋な小説はほとんど執筆されておらず、もし残り2作が完成していれば貴重な作品となっていた。

## エピソード
海音寺は、自らの県民性も含め「鹿児島の人は熱しやすく冷めやすいから、作家などという息の長い仕事には適さない」と評している。鹿児島の文学については「職業がら、いくつもの藩の江戸時代に書かれた文学書をずいぶん読んできたが、薩摩の大石兵六夢物語に匹敵する作品を読んだことが無い」と語っている。

## 死後
遺産管理団体「財団法人海音寺潮五郎記念館」により、死から2年後の1979年に東京都世田谷区経堂の旧宅及び栃木県那須塩原市の旧別宅に「海音寺潮五郎記念館」が開かれたが、運営難などで那須塩原市の那須記念館は2011年閉館、世田谷区の東京記念館も2012年に閉館。財団は基本財産から鹿児島県立図書館へ1億円、鹿児島市の文教施設を管理する公益財団法人かごしま教育文化振興財団へ1億円と海音寺作品の著作権、かごしま近代文学館に海音寺関係資料、鹿児島県伊佐市へ約1億5千万円、東京の旧宅（旧東京記念館）を鹿児島大学に、那須塩原の旧別宅（旧那須記念館）を國學院大學へそれぞれ寄贈し、2013年解散した。

## 年譜
- 1901年（明治34年） - 鹿児島県伊佐郡大口村に生まれる。
- 1907年（明治40年） - 大口尋常高等小学校に入学。当時、教科書以外の本を読むのを禁じられていたため、講談本などを屋根に上って読み、近所で評判になった。
- 1913年（大正2年） - 加治木中学（現在の鹿児島県立加治木高等学校）に入学
- 1921年（大正10年） - 伊勢神宮皇學館（現在の皇學館大学）に入学
- 1922年（大正11年） - 恋愛問題から退学し、一時帰郷。11月に山川かづと結婚。
- 1923年（大正12年） - 上京し、國學院大學高等師範部に入学。
- 1925年（大正14年） - 長女誕生。
- 1926年（大正15年） - 國學院大學卒業、鹿児島県立指宿中学校に国漢教師として赴任。
- 1928年（昭和3年） - 京都府立第二中学校に転任。
- 1929年（昭和4年） - 次女誕生。『サンデー毎日』の懸賞小説に「うたかた草子」を応募し、当選。
- 1931年（昭和6年） - 長男誕生。『サンデー毎日』創刊十周年記念長編小説募集に向けて「風雲」を執筆し、応募。
- 1932年（昭和7年） - 「風雲」が当選。『サンデー毎日』に連載される。
- 1934年（昭和9年） - サンデー毎日大衆文芸賞受賞。教師の職を離れ、専業作家となる。鎌倉に住まいする。
- 1935年（昭和10年） - 作家の貴司山治が中心となってはじめた実録文学研究会に同人として参加し、同人雑誌『実録文学』を創刊する。代々木上原に転居。
- 1936年（昭和11年） - 「天正女合戦」と「武道伝来記」で第3回直木賞受賞。
- 1938年（昭和13年） - 『サンデー毎日』連載中の「柳沢騒動」が内務省警保局の内示で掲載打ち切りを命じられる[要出典]。同年、海軍に申請していた従軍願いが認められる[3]。
- 1939年（昭和14年） - 次男誕生。潮五郎、戸川貞雄を中心とする同人誌『文学建設』創刊。
- 1941年（昭和16年） - 陸軍報道班員として徴用され、約1年間マライへ行く。軍の方針に不満を感じ、戦意高揚を後押しする作業には従事せず、無為に徹することを決めて、それを実行する[要出典]。
- 1942年（昭和17年） - 徴用満期のため帰国。かねてから健康を害していたため、帰国直後から入院生活を送る。
- 1944年（昭和19年） - 郷里の鹿児島に疎開する。戦争を進める日本の行く末を案じ、憂国の念おさえがたく、参謀本部に直言する決意を固めるも、友人らの説得で直言をやめ、憂国の念をいだいたまま疎開したと言われる[要出典]。
- 1945年（昭和20年） - 鹿児島で終戦を迎える。この頃、全く執筆作業をせず、漢籍を読みふける。
- 1946年（昭和21年） - 三男誕生。
- 1947年（昭和22年） - 長編小説『風霜』を書き下ろすが、GHQの検閲のために発表できず。この経験から王朝ものを多く執筆するようになる。
- 1950年（昭和25年） - 同人雑誌『GoRo（豪朗）』を創刊。
- 1953年（昭和28年） - 「蒙古来る」を『読売新聞』に連載。この作品が、日本の再軍備を正当化するものだとの批判を受ける。
- 1959年（昭和34年） - 「武将列伝」を『オール讀物』に連載開始
- 1968年（昭和43年） - 第16回菊池寛賞受賞
- 1969年（昭和44年） - 新聞、雑誌からの依頼に応じないという引退声明を毎日新聞に発表。
- 1970年（昭和45年） - 直木賞選考委員を辞任。
- 1973年（昭和48年） - 文化功労者に選出される。歴史文学の発展と普及につくすとともに、史伝の復活に貢献したことが評価される。
- 1974年（昭和49年） - 妻かづ死去。
- 1976年（昭和51年） - 国沢富貴子と結婚。
- 1977年（昭和52年） - 鹿児島県大口市名誉市民。芸術院賞を受賞。11月、脳出血で倒れ、約2週間後に心筋梗塞を併発して栃木県黒磯市の菅間病院で逝去[4]。享年76。

## 受賞歴
- 1929年　「うたかた草紙」がサンデー毎日の懸賞小説に当選大衆文芸入選。
- 1933年　「風雲」がサンデー毎日の創刊十周年記念長編小説募集に当選。
- 1934年　サンデー毎日の大衆文芸賞受賞。
- 1936年　「天正女合戦」「武道伝来記」他で第3回直木賞受賞。
- 1968年　第16回菊池寛賞受賞。紫綬褒章受章。
- 1973年　第24回NHK放送文化賞を受賞。文化功労者に選出。
- 1977年　第33回日本芸術院賞文芸部門受賞[5]。大口市名誉市民。

## 著書
- 「天正女合戦」1936（のち春陽文庫）
- 『風雲』新鋭大衆小説全集 （アトリエ社 1936年）
- 『恥を知る者』（新小説社 1936年）
- 『南風薩摩歌』（八紘社 1938年）
- 『柳沢騒動』（春陽堂 1939年）のち旺文社文庫、富士見時代小説文庫
- 『大奥秘帖』（八紘社 1939年）
- 『高杉晋作』（アカツキ書店 1941年）
- 『赤穂浪士伝』（博文館 1941年）のち中公文庫、文春文庫
- 『風流戦国武士』（文松堂 1941年）
「戦国風流武士」時代小説文庫、「戦国風流武士 前田慶次郎」文春文庫
- 『武道伝来記』（教育社 歴史文学選書 1941年）のち光文社文庫
- 『風雲』（アトリエ社 1941年）
- 『愀々夕暮記』（学芸社 1941年）
- 『茶道太閤記』（学芸社 1941年）のち新潮文庫、文春文庫（「天正女合戦」の改稿）
- 『小栗上野介』（国文社 1942年）
- 『日本の黎明』（博文館 1942年）
- 『双燕譜』（博文館文庫 1942年）
- 『尾藩勤皇伝流』（博文館 1943年）
のち「宗春行状記」旺文社文庫、時代小説文庫、「吉宗と宗春」文春文庫
- 『大風の歌』（聖紀書房 1943年）
- 『マライ華僑記』（鶴書房 1943年）
- 『父祖の道』（甲子社書房 1944年）
- 『本朝女風俗』（扶桑書房 1946年）のち旺文社文庫
- 『春咲くもの』（世界社 1947年）
- 『筑紫をとめ』（操書房 1948年）
- 『海音寺潮五郎傑作選集』全2巻（太平洋出版社 1951年-1952年）
- 『愛情無双』（同光社磯部書房 1952年）
- 『明治太平記』（読売新聞社 1952年）のち角川文庫、時代小説文庫
- 『風魔一族』（読売新聞社 1953年）
- 『風雲の鷹』（東京文芸社 1954年）
- 『風流大名』（桃源社 1954年）
- 『美女と黄金』（北辰堂 1954年）のち「蘭陵の夜叉姫」旺文社文庫
- 『蒙古来る』（大日本雄弁会講談社 1954年）のち「蒙古来たる」角川文庫、文春文庫
- 『妖艶伝』（河出新書 1955年）のち「中国妖艶伝」文春文庫
- 『赤穂義士』（鱒書房歴史新書 1955年） のち講談社文庫、文春文庫
- 『隼人族の叛乱』（東方社 1955年）
- 『武蔵父子』（同光社大衆小説名作選 1955年）
- 『平将門』（大日本雄弁会講談社 1955年-1957年）

のち新潮文庫 - ※大河ドラマ「風と雲と虹と」原作
- 『堀部安兵衛』（鱒書房剣豪新書 1955年）
- 『武道日月記』（同光社 1956年）
- 『随筆・日本歴史を散歩する』（鱒書房 1956年）のちPHP文庫
- 『乱世の英雄』（随筆集 大日本雄弁会講談社 1956年）のち文春文庫
- 『人生遍路 華厳経』（法蔵館・東方双書 1957年）のち木耳社、河出書房新社
- 『盗賊大将軍』（宝文館 1957年）のち時代小説文庫
- 『酒と女と槍と』（新潮社 1958年）
- 『現代人の日本史第2　大化の改新』（河出書房新社 1959年）のち文庫
- 『武将列伝』全6巻（文藝春秋新社 1959-63年）のち文春文庫、改版2008年
- 『阿呆豪傑』（新潮社 1959年）
- 『現代人の日本史第9巻 蒙古の襲来』（河出書房新社 1959年）のち文庫
- 『得意の人・失意の人』（私の歴史診断）光書房 1959年）のちPHP文庫
- 『王朝』（雪華社 全2巻 1960-61年） のち角川文庫、時代小説文庫
- 『二本の銀杏（ふたもとのぎんなん）』（新潮社 1961年）のち文庫、文春文庫
- 『日本名城伝』（新潮社 1961年） のち文春文庫
- 『悪人列伝』上下巻（文藝春秋新社 1961-62年）のち文庫（全5巻）、改版2007年
- 『人斬り彦斎』（新潮社 1961年）
- 『天と地と』（朝日新聞社 1962年）のち角川文庫、文春文庫

※大河ドラマ「天と地と」原作、映画化
- 『実説武侠伝』（新潮社 1962年）のち文春文庫
- 『火の山』（新潮社 1963年）
- 『孫子』（毎日新聞社 1964年）のち講談社文庫、改版2008年
- 『西郷隆盛』（朝日新聞社 1964年）のち「火を噴く山　西郷隆盛」南日本新聞
- 『伊達政宗』（朝日新聞社 1964年） のち人物文庫
- 『新太閤記』全4巻（文藝春秋新社 1965年）のち文庫、角川文庫
- 『列藩騒動録』全3巻（新潮社 1965年-1966年）のち講談社文庫 上下、改版2016年
- 『秘剣示現流』（雄山閣出版 1965年）
- 『おどんな日本一』（新潮社 1966年） のち文庫（丸目長恵）
- 『海と風と虹と』全2巻（朝日新聞社 1967年）のち角川文庫、時代小説文庫

（藤原純友）※大河ドラマ「風と雲と虹と」原作
- 『史談 切捨御免』（人物往来社 1967年）のち「史談と史論」講談社文庫、文春文庫
- 『西郷と大久保』（新潮社 1967年） のち文庫、改版2015年
- 『執念谷の物語』（人物往来社 1967年）短編集、新人物文庫、2009年、他に「歴史随談」文春文庫
- 『幕末動乱の男たち』（新潮社 1968年） のち文庫、改版2008年
- 『海音寺潮五郎全集』全21巻（朝日新聞社 1969年-1971年）
- 『鷲の歌』（朝日新聞社 1969年） のち講談社文庫大衆文学館（幕末の琉球）
- 『西郷隆盛』全4巻（学習研究社 1969年-1977年） のち角川文庫、改版2017年
改題「敬天愛人西郷隆盛」学研文庫、2001年
- 『中国英傑伝』（文藝春秋 1971年） のち文庫 上下
- 『かぶき大名』（講談社 1972年）短編集、のち新編・文春文庫
- 『日、西山に傾く』（東京美術 1972年）随筆集
- 『詩経』（訳著、講談社 1974年） のち中公文庫
- 『さむらいの本懐 歴史随想』（新潮社 1975年） のち文春文庫
- 『日本の名匠』（中央公論社 1975年） のち中公文庫
- 『戦国兄弟』（講談社ロマン・ブックス 1975年）
- 『立花宗茂』（講談社ロマン・ブックス 1975年）のち人物文庫
- 『覇者の条件』（新潮社 1976年）のち文春文庫、改版2011年
- 『西郷隆盛』全14巻（朝日新聞社 1976年-1980年（未完））のち朝日文庫、新版・朝日新聞出版
- 『江戸開城』（新潮社 1976年） のち文庫、改版2010年
- 『小次郎と武蔵の間』（講談社ロマン・ブックス 1976年）
- 『人斬り新兵衛』（講談社ロマン・ブックス 1976年）
- 『忠直卿行状記』（講談社ロマン・ブックス 1976年）
- 『兵児一代記』（講談社ロマン・ブックス 1976年）
- 『歴史余話』（ゆまにて 1977年  のち文春文庫）
- 『喜寿自祝』（薩摩書館（私家版）1977年）
- 『海音寺潮五郎短篇総集』（全8巻：講談社文庫 1978-1979年）
- 『西郷と大久保と久光』（朝日新聞社 1978年） のち朝日文庫、改版2017年
- 『真田幸村』（六興出版 1983年）のち角川文庫、人物文庫
- 『加藤清正』（文藝春秋 1983年）のち文庫
- 『海音寺潮五郎句集』（海音寺潮五郎記念館 1983年）
- 『青雲の潮』（講談社 1983年）（倭寇）
- 『江戸城大奥列伝』（講談社 1984年）のち文庫、改版2008年
- 『風に鳴る樹』（六興出版 1984年）
- 『三河武士』（六興出版 1984年）
- 『史伝西郷隆盛』（旺文社文庫 1985年）のち文春文庫、改版2017年
- 『寺田屋騒動』（文春文庫 1987年）
- 『哀婉一代女』（富士見時代小説文庫 1988年）
- 『風流才媛伝』（富士見時代小説文庫 1988年）（小野お通、春日局）
- 『梅花の契』（富士見時代小説文庫 1988年）（短編集）
- 『風霜』（海音寺潮五郎記念館 1989年）
- 『南国回天記』（角川文庫 1990年、改版2017年）（島津斉彬ほか）
- 『田原坂 小説集・西南戦争』（文春文庫 1990年、改版2017年）
- 『剣と笛 歴史小説傑作集』（文春文庫 2002年）
- 『豪傑組 歴史小説傑作集』（文春文庫 2004年）
- 『蒙古の襲来』（河出文庫、2008年）
- 『大化の改新』（河出文庫、2008年）
- 『新名将言行録』（河出文庫、2009年）
- 『聖徳太子と蘇我入鹿』（作品社、2021年）

### 共編著
- 『マライの土 作家部隊随筆集』（井伏鱒二共編 新紀元社 1943年）
- 『黒田加賀伊達お家騒動』（芦間圭共著 鱒書房(歴史新書)1955）
- 『関ケ原軍記』（曲木磯六共著 鱒書房(歴史新書)1956）
- 『戦国乱世』（桑田忠親対談 角川選書 1969年 のち文庫）
- 『日本歴史を点検する』（司馬遼太郎対談 講談社 1970年 のち文庫）

## 映像化作品
- 隼人族の叛乱 - 1957年の映画。
- 酒と女と槍 - 1960年の映画。
- 天と地と - 1969年NHK大河ドラマ。大河ドラマ初のカラー作品。本作に対抗して『コント55号! 裏番組をブッ飛ばせ!!』が製作されたのは有名。
- 風と雲と虹と - 1976年に放送されたNHK大河ドラマ。平将門を描いた『平将門』と藤原純友を描いた『海と風と虹と』が原作。ドラマの第1話の冒頭では海音寺自身が解説を行った。大河ドラマの中ではいちばん古い時代を扱っている。
- 天と地と - 1990年の映画。
- 天と地と 黎明編 - 1990年の単発ドラマ。
- 天と地と - 2008年の単発ドラマ。